# گروه تریسا
گروه تریسا (انگلیسی: Trisa Group) شرکت لوازم بهداشتی سوئیسی است، که در سال ۱۸۸۷ تأسیس شد.